# Randy Cunningham

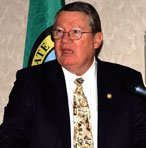
Randy „Duke“ Cunningham Januar 2005

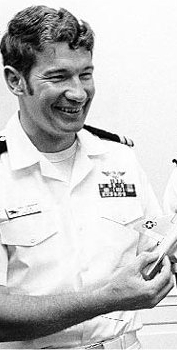
Lt. Cunningham (1972)

Randall Harold Cunningham (* 8. Dezember 1941 in Los Angeles) ist ein ehemaliger amerikanischer Soldat, republikanischer Abgeordneter im US-Repräsentantenhaus und CNN-Reporter.

## Leben
1956 schloss er die High School ab. 1959 bis 1960 studierte er am Kirksville Teacher’s College, anschließend an der University of Missouri in Columbia, wo er 1964 den Grad Bachelor in Pädagogik erhielt. Ein Jahr später erhielt er den Grad Master of Arts in Pädagogik. Daraufhin wurde er Sportlehrer und Trainer für die Schwimm-Mannschaft der Hinsdale Central High School in Hinsdale (Illinois). 1967–1987 diente er in der United States Navy, zunächst als Kampfpilot. Er nahm am Vietnamkrieg teil. Sein letzter Dienstgrad war Commander (Fregattenkapitän). Seine Auszeichnungen umfassen unter anderem das Navy Cross, der Silver Star (2×) und das Purple Heart. Er qualifizierte sich zum Fliegerass wegen seiner Abschüsse in Vietnam. Von 1991 bis 2005 war er Abgeordneter des 50. Congressional District im Repräsentantenhaus der Vereinigten Staaten (Republikaner).
In seiner Amtszeit brachte er unter anderem die erfolgreiche Shark Finning Prohibition Bill in den US-Kongress ein, die das Abschneiden von Haiflossen, das so genannte Shark-Finning, in den gesamten US-Gewässern verbot. Auch hinter dem Vorschlag des Flag Desecration Amendment war Cunningham eine treibende Kraft.
Am 28. November 2005 gestand Cunningham unter anderem Steuerhinterziehung und Bestechung und trat von seinem Amt zurück. Cunningham war in betrügerische Machenschaften zwischen dem Verteidigungsministerium und einigen Lieferfirmen verwickelt und soll 2,4 Millionen Dollar Bestechungsgelder erhalten haben. Er gab zu, dafür Rüstungsgeschäfte an Freunde und Wahlspender vermittelt zu haben.
Am 3. März 2006 wurde er wegen Korruption zu acht Jahren und vier Monaten Gefängnis sowie 1,8 Millionen Dollar Strafe verurteilt. Der Staatsanwalt hatte zuvor die Höchststrafe von zehn Jahren beantragt. Die vom Gericht verhängte Strafe ist eine der höchsten, die je gegen einen Kongressabgeordneten ausgesprochen wurde.
Am 20. Januar 2021 wurde Cunningham von US-Präsident Donald Trump begnadigt.